# Заришняк Анатолій Семенович
Заришняк Анатолій Семенович (* 29 грудня 1955 року, с. Коболчин Сокирянського району Чернівецька область) — доктор сільськогосподарських наук, професор, академік УААН, лауреат Державної премії України в галузі науки і техніки (2014).

## Дисертації
- Кандидатська: Повышение продуктивности безвысадочных семенников сахарной свеклы путем оптимизации доз удобрений в условиях Юга Украины (1989).
- Докторська: Способи вирощування і оптимізація живлення насінників цукрових буряків як фактори підвищення їх продуктивності (1996).

## Біографія
Народився 29 грудня 1955 р. у селі Коболчин Сокирянського району Чернівецької області.
У 1977 р. вступив на факультет агрохімії і ґрунтознавства Української ордена Трудового Червоного Прапора сільськогосподарської академії (нині — Національний університет біоресурсів і природокористування України). Закінчивши університет у 1982 р., розпочав працювати за спеціальністю.

## Трудова і наукова діяльність
Багаторічна праця А. С. Заришняка пов'язана з Інститутом цукрових буряків УААН (нині — Інститут біоенергетичних культур і цукрових буряків НААН) — працював інженером-аналітиком, був аспірантом, молодшим науковим, старшим науковим співробітником, докторантом (1982—1996), завідувачем лабораторії агрохімії (1996—2008). З 2008 по 2011 р. — академік-секретар Відділення землеробства, меліорації та агроекології НААН. З 2011 р. — головний вчений секретар НААН.
У 2005 р. присвоєно вчене звання професора за спеціальністю агрохімія. У 2007 р. обрано членом-кореспондентом УААН за спеціальністю агроекологія, а у 2010 р. — дійсним членом (академіком) НААН за спеціальністю агрохімія.
Його наукова діяльність А. С. присвячена поглибленому вивченню та теоретичному обґрунтуванню особливостей процесів, що відбуваються між ґрунтом і рослиною при систематичному та тривалому застосуванні добрив, а також визначенням взаємовпливів у ланці ґрунт — добриво — рослина — людина. Ним започатковано новий науковий напрям — комплексний підхід до удосконалення методик оцінки сучасного агроекологічного стану земель сільськогосподарського призначення, який є основою для надання науково обґрунтованих рекомендацій щодо раціонального, екологічно безпечного стану земель сільськогосподарського землекористування та застосування добрив як основного блоку системи землеробства. Розроблено теоретичні та практичні основи високопродуктивного землеробства в нових умовах господарювання, біологічні й агроекологічні принципи формування сівозмін, системи управління родючістю ґрунтів. Вагомою практичною реалізацією теоретичного наукового доробку є розроблення сортової агротехніки вирощування цукрових буряків, зокрема встановлення параметрів реакції рослин на умови їхнього мінерального живлення. За його ініціативою та безпосередньою участю започатковано та успішно розвивається новий для України напрям — поєднання застосування макро- і мікродобрив при передпосівній обробці насіння та позакореневому використанні їх на культурі цукрових буряків. Особливу увагу при цьому приділено створенню комплексних добрив з оптимальним співвідношенням між основними макро- та мікроелементами.

## Напрацювання останніх років
Наукова діяльність А. С. Заришняка спрямована на вдосконалення технологічних підходів до екологічно збалансованого ведення сільського господарства на меліорованих землях, на розроблення систем управління продуктивністю кислих і солонцевих ґрунтів у різних ґрунтово-кліматичних умовах зони бурякосіяння України. Вагому цінність становлять наукові розробки вченого за співпраці із механізаторами з напряму механіко-технологічних основ і оптимізації технологічних комплексів машин для механізації процесів із локального способу внесення добрив. Ним здійснено оригінальні дослідження з оптимізації систем удобрення за локального способу внесення мінеральних добрив у польових сівозмінах. Запропоновані виробництву зональні адаптовані системи удобрення сільськогосподарських культур мають стабільно високу ефективність як за впливом на урожайність і якість продукції, так і на показники ресурсо-енергозбереження, поліпшення агроекологічного стану орних земель.

## На посаді академіка-секретаря
Параюючи у відділення землеробства, меліорації та агроекології, А. С. Заришняк чільну увагу приділяє методологічним та практичним питанням моніторингу земельних, водних і біологічних ресурсів агросфери, обґрунтуванню моделей сталого функціонування і використання ґрунтів та їхній родючості, розробленню адаптованих систем землеробства; комплексному підходу до системи удобрення сільськогосподарських культур з урахуванням наслідків земельної реформи та сучасного стану матеріально-технічного і фінансового забезпечення з метою створення сприятливих умов для виробництва дешевої, конкурентоспроможної та чистої продукції рослинництва. Він є активним координатором і виконавцем з пріоритетних напрямів досліджень ПНД НААН «Родючість і екологія ґрунтів», спрямованих на відстежування закономірностей та відпрацювання сучасних наукових напрямів збереження та підвищення родючості ґрунтів і продукційних процесів рослин сільськогосподарських культур при застосуванні добрив та меліорантів.

## Організаційна та громадська робота
А. С. Заришняк веде плідну науково-організаційну та громадську діяльність. Читає курс лекцій із системи удобрення цукрових буряків та їхніх насінників слухачам курсів з підвищення кваліфікації і перепідготовки керівних працівників та спеціалістів Національної асоціації цукровиків України. Член вченої ради та спеціалізованої вченої ради з присудження наукових ступенів Д 26.360.01 Інституту біоенергетичних культур і цукрових буряків НААН, член редакційних колегій наукових збірників і журналу «Цукрові буряки».
Багато уваги приділяє і підготовці наукових кадрів. Під його керівництвом 10 пошукачів успішно захистили дисертації на здобуття наукового ступеня кандидата сільськогосподарських наук. Нині веде роботу з підготовки 4 аспірантів і 1 докторанта. Підтримує тісні зв'язки із закордонними вченими, науковими установами, зокрема Фінляндії, Німеччини, Австрії, Польщі, Росії, Ізраїлю і Китаю.
За результатами проведених науково-дослідних робіт ним опубліковано 137 наукових праць, у тому числі 5 книг. Підготовлено 8 національних стандартів України, отримано 12 авторських свідоцтв і патентів.